# Marco Cortesi
Marco Cortesi (Forlì, 20 agosto 1979) è un attore, regista e scrittore italiano.

## Biografia
Marco Cortesi nasce il 20 agosto 1979 a Forlì. Terminati gli studi superiori persegue la sua formazione presso l'Accademia nazionale d'arte drammatica Silvio D'Amico di Roma.
Segue il lavoro per il grande e il piccolo schermo oltre al lavoro teatrale con i registi Mario Ferrero, Luigi Squarzina, Massimo Foschi e altri.
Nel frattempo continua a dedicarsi a progetti di volontariato internazionale con particolare attenzione alla sfera dell'Europa Centro-Orientale e balcanica. È in questo contesto di volontariato che entra in contatto con i sopravvissuti alla Guerra della Ex-Jugoslavia che infiamma il paese dal 1991 al 1995. Da questa esperienza nasce il primo spettacolo di teatro civile Le donne di Pola. Ad esso segue il film-documentario Nel suo nome trasposizione televisiva dello spettacolo.
Segue il lavoro come attore e autore sul canale tematico Rai Storia con la trasmissione da lui ideata (in collaborazione con lo scrittore Paolo Cortesi): Testimoni - Le voci della storia per la regia di Luca Brignone. Il programma (due serie da 10 episodi ciascuna) si focalizza sulla storia italiana e non, con particolare attenzione al Risorgimento italiano (argomento della seconda serie Testimoni - Risorgimento) per la regia di Michele Codarin. Tra le ultime opere L'esecutore, film-documentario sulle memorie dell'ultimo boia di Francia (ammesso in concorso ai David di Donatello 2012), scritto da Paolo Cortesi, La scelta, spettacolo teatrale e film-documentario, basato sul lavoro giornalistico di Svetlana Broz (nipote del Maresciallo Tito) e Rwanda, uno spettacolo-inchiesta sul Genocidio del Ruanda del 1994, spettacolo patrocinato da Amnesty International Italia.
In ambito teatrale scrive e interpreta insieme a Mara Moschini lo spettacolo-inchiesta Die Mauer - Il muro sulla storia del Muro di Berlino. Il film Rwanda di cui è interprete e co-sceneggiatore è stato presentato alla 75ª Mostra internazionale d'arte cinematografica di Venezia come evento in accordo con Le giornate degli autori. È coautore e interprete di Die Mauer - Il muro, trasposizione televisiva (in onda su reti Rai in occasione del trentennale della Caduta del muro di Berlino) dell'omonimo spettacolo teatrale Die Mauer - Il muro per la regia di Riccardo Salvetti.
È autore e conduttore della Serie TV a tema ambientale Green Storytellers e coprotagonista del film Edith - Una ballerina all'inferno per la regia di Marco Zuin, tra i lungometraggi vincitori del Giffoni Film Festival 2022.

## Filmografia

### Cinema
- Il siero della vanità, regia di Alex Infascelli (2004) - Attore
- Nel suo nome, regia di Marco Cortesi - documentario (2007) - Soggetto, sceneggiatura
- Exit: una storia personale, regia di Max Amato (2010) - Attore
- La ballata dei precari, regia di Silvia Lombardo (2012) - Attore
- L'esecutore, regia di Marco Cortesi (2013) - Soggetto, sceneggiatura e attore
- Rwanda, regia di Riccardo Salvetti (2018) - Soggetto, sceneggiatura, produzione e attore
- Die Mauer - Il muro, regia di Riccardo Salvetti (2019) - Soggetto, sceneggiatura, produzione e attore
- Passi verso l'Altrove, regia di Marco Zuin (2020) - Attore
- Edith - Una ballerina all'inferno, regia di Marco Zuin (2022) - Attore

### Televisione
- Camera Café - attore, serie TV, episodi: 2x69 (2003-2017)
- Carabinieri - attore, Serie TV (2004)
- R.I.S. - Delitti imperfetti - attore, serie TV, episodi: 1x01 (2005-2009)
- Crimini - attore, serie TV, episodi: 1x3 (2006-2010)
- Amiche Mie - attore, serie TV, episodi 1x8 (2008)
- Testimoni - attore, serie TV, 20 episodi (2010-2012)
- Green Storytellers - tre stagioni - autore e conduttore, serie TV, 22 episodi (2021-2022)
- Testimoni di Pace - programma TV, attore (2023)
- Fango - Storia di una Alluvione - autore e interprete, serie TV, 4 episodi (2024)

## Teatro
- Fango, regia di Marco Cortesi e Mara Moschini
- Come ti salvo il Pianeta, regia di Marco Cortesi e Mara Moschini
- Die Mauer - Il muro, regia di Marco Cortesi
- Rwanda, regia di Marco Cortesi
- La scelta, regia di Marco Cortesi
- Le donne di Pola, regia di Marco Cortesi
- La vita che ti diedi, regia di Luigi Squarzina
- Recitare italiano, regia di Mario Ferrero
- Piccola città, regia di Massimo Foschi
- Die junger Luther, regia di Fernando Scarpa
- Dalla parte del fuoco, regia di Elia Dal Maso
- La voce profetica, regia di Daniela Bortignoni

## Opere

### Podcast
- Fango - Storia di una Alluvione: inchiesta sull'Alluvione in Emilia-Romagna del maggio 2023;

### Spettacoli teatrali
- Die Mauer - Il muro: spettacolo-inchiesta sulla storia del Muro di Berlino;
- Rwanda: monologo-testimonianza sul Genocidio in Rwanda nel 1994;
- Le donne di Pola: monologo di teatro civile sulla Guerra della Ex-Jugoslavia con la collaborazione di Lucia Zacchini;
- La scelta: spettacolo di teatro civile con la collaborazione di Mara Moschini, basato sul lavoro giornalistico di Svetlana Broz (I giusti nel tempo del male- Edizioni Erickson ISBN 9788861372726)

### Libri + DVD
- L'esecutore (Libro + DVD) Francia, 1981. Il boia racconta la fine dell'era della ghigliottina. (Infinito Edizioni - Collana GrandAngolo) ISBN 9788897016656
- La scelta (Libro + DVD) Storie e pensieri di coraggio civile, eroismo e umanità nel conflitto dei Balcani (Edizioni Erickson - Trento) ISBN 9788859003472
- Le donne di Pola - Arcoiris TV